# Omnium Gatherum
Omnium Gatherum — дез-метал-колектив з Фінляндії, заснований восени 1996 року. Хоча група в основному грає мелодійний дез-метал, велика частина їх творчості демонструє сильний вплив прогресивного металу, особливо їх пізніших альбоми.

## Дискографія
- Spirits and August Light (2003)
- Years in Waste (2004)
- Stuck Here on Snakes Way (2007)
- The Redshift (2008)
- New World Shadows (2011)
- Beyond (2013)
- Grey Heavens (2016)
- The Burning Cold (2018)
- Chaospace (Single) (2019)
- Origin (2021)
- Slasher (EP) (2023)